# Lotus Sametime
A Lotus Sametime egy vállalati azonnali üzenetküldő alkalmazás és videókonferencia-szoftver. A programot az IBM két különböző cégtől vásárolt licenc ötvözésével hozta létre. Az amerikai Databeam adta a keretet az adattovábbításhoz és a multimédia konferenciák lebonyolításához, az izraeli Ubique cég technológiája tette lehetővé, hogy az alkalmazást használók láthassák egymás állapotát – hogy kit lehet éppen elérni a program segítségével. A program a következő kommunikációs protokollokat használja: SIP, SIMPLE, T.120, XMPP, H.323.
A Lotus Sametime a Lotus Notes és Microsoft Office irodai szoftverekbe integrálható. A Frost & Sullivan konzultációs cég a Sametime-ot 2008 észak-amerikai vállalati szoftverének jelölte.
A program a következő operációs rendszereken használható: Microsoft Windows, Linux, Apple Macintosh.  A Lotus Sametime szerver futtatható Microsoft Windows, IBM AIX, i5/OS, Linux és Sun Solaris rendszereken.
A Lotus Sametime Gateway segítségével a felhasználó AOL Instant Messenger, Yahoo! Instant Messenger, Google Talk és egyéb XMPP-alapú Jabber-közösségekkel is kapcsolatba léphet. A Lotus Sametime  Eclipse-es fejlesztés, így a fejlesztői környezet ismerői különböző kiegészítő programokat írhatnak hozzá.

## Azonnali üzenetküldő programok
Egyebek mellett Lotus Sametime kliens futtatására is alkalmasak: 
- Pidgin – platformfüggetlen
- Miranda IM – Windows
- Kopete – KDE
- Adium – Mac OS X